# Mesosa poecila
Mesosa poecila är en skalbaggsart som beskrevs av Bates 1884. Mesosa poecila ingår i släktet Mesosa och familjen långhorningar. Inga underarter finns listade i Catalogue of Life.